# گمبج
گمبج یک روستا در ایران است که در دهستان نهارجان شهرستان سربیشه واقع شده‌است. گمبج ۱۳ نفر جمعیت دارد.